# Atanycolus femoratae
Atanycolus femoratae är en stekelart som beskrevs av Roy D. Shenefelt 1943. Atanycolus femoratae ingår i släktet Atanycolus och familjen bracksteklar. Inga underarter finns listade.